# Jehan de Grieviler
Jehan de Grieviler (fl. dalla metà al tardo XIII secolo) è stato un chierico e troviero artesiano.
Jehan nacque probabilmente a Grévillers nei pressi di Arras. Un certo "Grieviler" viene menzionato nel necrologio (registro) della Confrérie des jongleurs et des bourgeois d'Arras sotto gli anni 1254–1255, ma dal momento che Jehan era un noto membro del Puy d'Arras, egli non può essere con nessuna certezza identificato con il "Grieviler" del necrologio. Probabilmente era uno dei sedici chierici sposati non ordinati, i quali presentavano un'istanza al vescovo di Arras il 28 gennaio del 1254 per poter essere esentati dalla tassazione secolare. Erano evidentemente coinvolti in affari commerciali. Un'ulteriore prova per stabilire la sua cronologia sono le canzoni che lui ha notoriamente composte con Adam de la Halle, il quale era giovanissimo nel 1250-1260. 
Jehan ha partecipato a un totale di trentaquattro jeux partis, iniziandone egli stesso sei. Ventotto erano con Jehan Bretel, tra i quali tre restano comprensivi di melodie, probabilmente composte da lui. Scrisse anche sei chansons courtoises, e una settima attribuita a Jehan de la Fontaine potrebbe essere sua. Di lui ci è rimasta inoltre una rotrouenge. 
Tutte queste sue melodie sono convenzionali, salvo Uns pensers jolis, la quale è through-composed, e Jolie amours qui m'a en sa baillie, che inizia su Si e si estende dal Fa alto a quello basso. 

## Componimenti poetici
Chansons
- Amours me fait de cuer joli chanter (attribuita Jehan de la Fontaine)
- Entre raison et amour grant tourment
- Jolie amours qui m'a en sa baillie
- Jolis espoirs et amoureus desir
- Pour bone amour et ma dame honorer
- S'amours envoisie
- Uns pensers jolis

Rotrouenges
- Dolans, iriés, plains d'ardure

Jeux partis con musica probabilmente di Grieviler
- Cuvelier, un jugement
- Jehan Bretel, une jolie dame
- Jehan Bretel, votre avis

Jeux partis con Jehan Bretel
- Conseilliez moi, Jehan de Grieviler
- Grieviler, a ma requeste,[1] (senza musica)
- Grieviler, del quel doit estre[1]
- Grieviler, deus dames sai d'une beauté
- Grieviler, deus dames sont
- Grieviler, dites moi voir, (senza musica)
- Grieviler, feme avés prise
- Grieviler, ja en ma vie, (senza musica)
- Grieviler, par maintes fies[1]
- Grieviler, par quel raison, (senza musica)
- Grieviler, par vo bapteme
- Grieviler, se vous aviés[1]
- Grieviler, se vous quidiés[1]
- Grieviler, s'il avenoit, (senza musica)
- Grieviler, un jugement
- Grieviler, vostre ensient, (due melodie)
- Grieviler, vostre pensee
- Jehan de Grieviler, deus dames sai, (senza musica)
- Jehan de Grieviler, sage
- Jehan de Grieviler, s'aveuc celi,[1] (senza musica)
- Jehan de Grieviler, une
- Jehan de Grieviler, un jugement, (senza musica)
- Prince del Pui, mout bien savés trouver, (proposta da Grieviler)
- Respondés a ma demande, (due melodie)
- Sire Bretel, je vous vueill demander, (proposta da Grieviler, senza musica)
- Sire Bretel, vous qui d'amours savez, (proposta da Grieviler, senza musica)